# Hélène Terré
Pour les articles homonymes, voir Terré.
Hélène Terré, née le 26 avril 1903 à Paris et morte le 11 novembre 1993 à Paris,, est une résistante française engagée dans les Forces françaises libres, tout d'abord au sein du Corps des Volontaires françaises où elle remplace à sa tête avec le titre de capitaine le lieutenant Simonne Mathieu, puis après avril 1944 en tant que commandant chargée de la direction des corps et personnels de l' Arme féminine de l'Armée de terre.

## Biographie
Au début de la Seconde Guerre mondiale, Hélène Terré est fonctionnaire à la Croix-rouge. Lors d'une mission en Angleterre, où elle vient récupérer des médicaments et des vitamines pour des enfants français, elle est arrêtée et emprisonnée trois mois à l'initiative de Jacques Meffre, chef des services de sécurité chargé d'identifier les agents infiltrés. Malgré cet épisode, elle s'engage ensuite dans le Corps des Volontaires françaises.

## Œuvres de Hélène Terré

### Ouvrages parus[5]
- Coucou La Goutte Plays her Part in the War. A tale for children, édition bilingue (anglais et français : Coucou La Goutte joue son rôle dans la guerre. Un conte pour enfants), 55 p. (25 illustrations de l’autrice), Londres, Chatto & Windus, 1942
- Volontaires pour la France, Ministère de la Guerre, 16 p. (83 illustrations), janvier 1946
- L’Enseignement aux États-Unis, no 18, Institut pédagogique national, Imprimerie Nationale, 131 p., 1963

### Articles
- « I am still frightened of keys » (sous le pseudonyme de Geneviève de la Salle et en anglais), in Allan A. Michie et Walter Graebner (dir.), Lights of Freedom – The War in the 1st Person[6], éd. George Allen & Unwin (avec Life Magazine), novembre 1941, p. 75-90
- « Les volontaires féminines. Des forces françaises combattantes », Le Journal de Waterloo (district de Bedford, Québec), 16.04.1943 (62e année, no 13) ; une version numérique est disponible ici.
- « Amitiés de guerre », Revue de la France Libre, no 64, janvier 1954 (disponible sur le site france-libre.net)
- « Les volontaires françaises à Londres », Revue de la France Libre, no 187, août-septembre-octobre 1970, p. 31-32 (disponible sur le site france-libre.net)

### Textes non publiés
- « Haltes » (journal, 1920-1938), 74 p., coll. part.
- « Nous entrerons dans la carrière… Une histoire de l'AFAT », 129 p., sans date, Archives Nationales, 72AJ238/III ; le Portail national des Archives a mis en ligne une version numérique du tapuscrit (voir aussi, toujours sur francearchives.fr, la page « Les femmes dans la France libre et l'AFAT »)[7]
- « Souvenirs… », 29 p., s.d., coll. part.